# 內埔子
內埔子，原寫為內埔仔，是臺灣嘉義縣竹崎鄉的一個傳統地域名稱，位於該鄉南部中央地帶。相較於今日行政區，其範圍大致包括內埔村、昇平村、桃源村、白杞村東端、文峰村南部中央地帶。

## 歷史
台灣日治初期，內埔子地區為一街庄（舊制街庄），稱為「內埔仔庄」，隸屬於大目根堡。該庄北與瓦厝埔庄、樟樹坪庄為鄰，東與大湖庄為鄰，南邊東段及中段為番仔路庄，南邊西段及西邊南段為下坑庄，西邊北段為鹿蔴產庄。
1901年（日治明治三十四年）11月11日，全台設置二十廳，該庄隸屬於嘉義廳。1904年（明治三十七年）2月15日，該庄編入「鹿蔴產區」，隸屬於嘉義廳。1909年（明治四十二年）10月25日，全台整併二十廳為十二廳，該庄仍隸屬於嘉義廳。1910年（明治四十三年）1月18日，各區管轄區域調整，該庄仍隸屬於嘉義廳的「鹿蔴產區」。
1920年（大正九年）10月1日，全台廢十二廳改設五州二廳，該庄改制並雅化為「內埔子」大字，隸屬於臺南州嘉義郡竹崎庄（新制街庄）。
戰後竹崎庄改制為竹崎鄉，隸屬於臺南縣，大字亦改制為村。1950年（民國39年）10月，雲、嘉、南分治，竹崎鄉改隸屬於嘉義縣。

## 聚落
本地區發展較早的聚落有舊社、金校椅（金交椅）、內埔仔（內埔）、溪州、菜公坑、頂埔仔（頂埔）、黃心藔、軟𥕥、半天藔、桃仔斜等，在日治期初期的官方地圖上已有記載。

## 交通
縣道159號是新港至番路的道路，經過本地區內埔（外環道）、頂埔等聚落。由該道路（大方向）西行可前往嘉義市、太保市、新港鄉、六腳鄉北端，並止於省道台19線路口；東行可前往番路鄉，並止於縣道159甲線路口。
鄉道嘉117線是木履寮至內埔的道路。
鄉道嘉117-1線是頂新社坑至溪洲的道路。
鄉道嘉121線是內埔至北勢仔的道路。
鄉道嘉123線是頂埔至岩仔前的道路。
鄉道嘉123-1線是黃心寮至勝源的道路。
鄉道嘉128線是內埔至勝源的道路。
鄉道嘉128-1線是福源至白杞的道路。

## 學校
- 昇平國中
- 內埔國小
- 桃源國小